# Retino stocastico
Il retino stocastico detto anche retino FM è un sistema di riproduzione di una sfumatura tramite retinatura basata su una distribuzione casuale o pseudocasuale dei punti del retino. La retinatura è un sistema sviluppato ai primi del 900 per riprodurre in stampa con le varie tecnologie di stampa disponibili allora, come offset, flexo, serigrafia, rotocalco, sfumature continue o scale di grigi di varie densità, definite mezzitoni. 

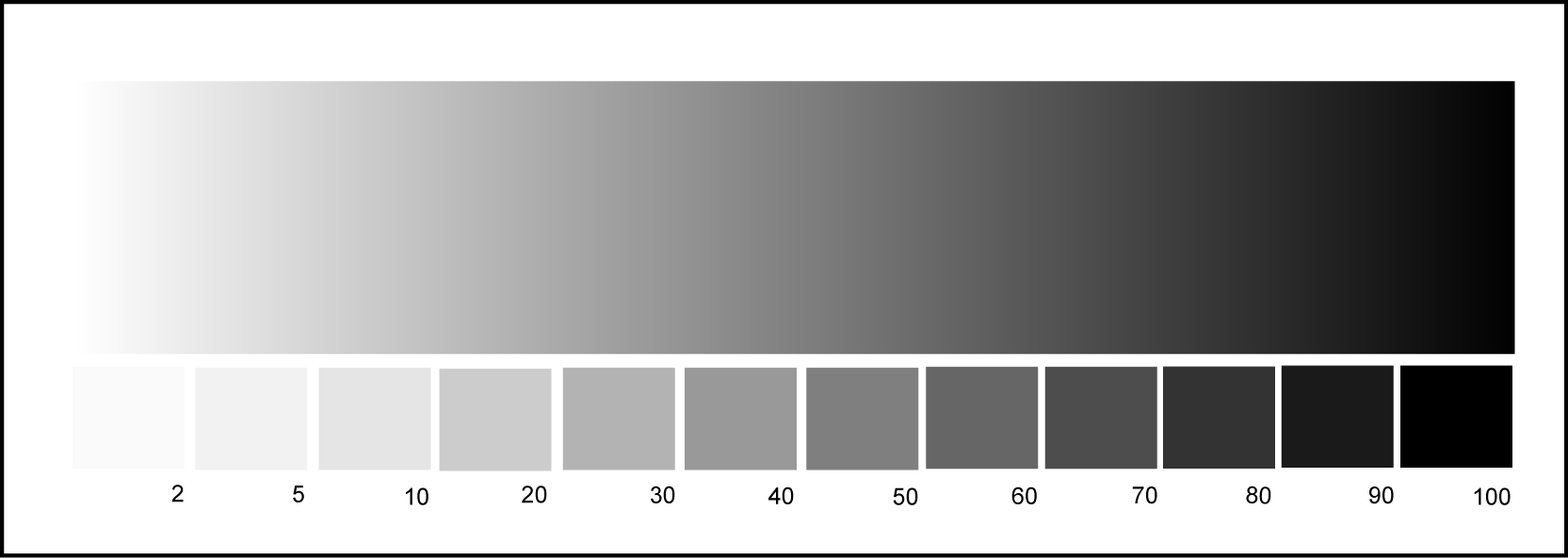
Esempio di sfumatura a tono continuo

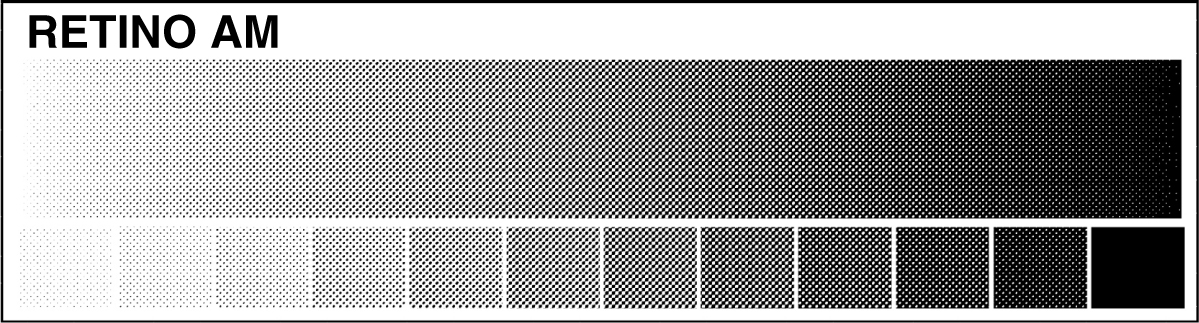
Esempio di retino AM tradizionale

La retinatura stocastica è anche definita retinatura FM o a modulazione di frequenza in quanto esaminando singole omogenee unità di superficie di una sfumatura stampata con retino stocastico in aree di varie densità ad esempio 10% 30% 50% si nota una variazione della frequenza dei punti a seconda del livello di grigio o percentuale presa in esame. Bassa frequenza di punti nel 10%, media frequenza di punti nel 30% una più elevata frequenza di punti nell'area 50%.

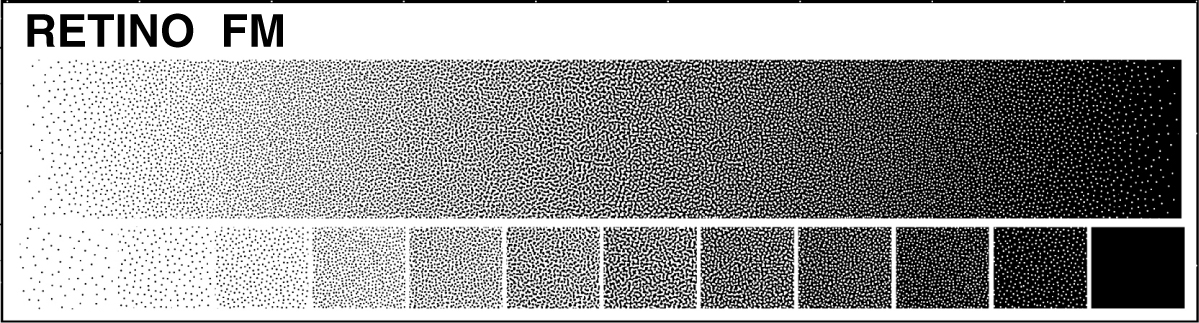
Esempio di retino stocastico o retino FM

La retinatura tradizionale è definita retinatura AM o a modulazione di ampiezza poiché basata su un reticolo geometrico fisso, definito dal numero di linee al cm/pollice, all'interno del quale varia l'ampiezza di ogni singolo punto in modo che, per esempio in un'area di grigio al 10%, avremo punti con posizione fissa ma diametro di 20 micron mentre in un'area di grigio al 50% avremo punti sempre nella stessa posizione ma con un diametro di 150 micron.
La retinatura stocastica esiste dagli anni settanta ma ha trovato fin dall'inizio una difficile diffusione in ambito grafico industriale in quanto l'utilizzo di punti molto piccoli comprometteva la stabilità di qualità della stampa durante l'incisione con film delle lastre offset. Minime variazioni nell'incisione della lastra con il film comportavano grandi variazioni dei risultati in stampa.
La recente introduzione dei sistemi CTP o computer to plate ha riportato alla ribalta l'utilizzo della retinatura FM nella stampa. Oggi grazie all'uso dei CTP durante l'incisione diretta delle lastre si è in grado di controllare in modo accurato i parametri di densità e della curva di correzione: una retinatura FM utilizza nella stessa area un numero di punti molto maggiore rispetto alla retinatura AM per cui è necessario utilizzare una curva di compensazione adeguatamente calcolata per allineare le densità che si ottengono con il retino FM a quelle che si ottengono con il retino AM (ad esempio secondo norma ISO 12647-2). La retinatura FM può essere anche interpolata con la retinatura AM dando origine alla retinatura ibrida per cui all'interno di una sfumatura da 0 a 100 possiamo avere che da 0 a 30% la sfumatura è creata con un punto stocastico selezionato e da 30% a 100% la sfumatura è riprodotta con un'apposita lineatura di retino AM. La generazione e utilizzo di retini specifici per le varie esigenze grafiche di stampa è una competenza specifica dei tecnici di prestampa. Un errore molto diffuso è considerare un retino a dispersione di errore (come ad esempio quello generato da Photoshop) come un retino stocastico. La generazione di un retino stocastico per impieghi professionali in stampa richiede l'impiego di appositi software grafici chiamati RIP (Raster Image Processor).
Alcuni esempi di RIP sono: Harlequin HDS di Global Graphics, Crystal raster di Agfa, Staccato di Kodak, XerioRIP di Grafcoast - sviluppato appositamente per la serigrafia e la stampa tessile.

## Vantaggi
- Annullato completamente l'effetto moiré nelle sovrapposizioni dei vari colori CMYK.
- Non è più necessario fare riferimento ad una struttura “a rosetta” dei punti come nella stampa dei retini tradizionali in quadricromia.
- Non esistono più le varie inclinazioni dei retini tra le tinte di quadricromia CMYK tipiche della retinatura AM.
- La retinatura stocastica è più tollerante a errori di registro nella sovrapposizione CMYK rispetto alla tradizionale AM.
- In applicazioni offset l'utilizzo di punti di retinatura FM con dimensione di 10 micron raggiunge una qualità molto elevata nella riproduzione di fotografie.

## Svantaggi
- il retino stocastico è utilizzabile senza particolari limitazioni in offset rotocalco e flexo, ma per quanto riguarda la serigrafia e la serigrafia tessile è stato necessario introdurre una particolare tecnologia di retino FM (XerioRIP di GrafcoAST) in grado di consentire agli stampatori la deposizione del punto in serigrafia sul substrato in modo stabile, costante e con alta ripetibilità.
- In alcuni casi, nell'utilizzo di retini FM di grosse dimensioni (ad esempio dai 30 micron in su) la stampa può apparire granulosa e meno definita se comparata con un retino tradizionale AM.
- Il controllo dello schiacciamento del puntino è più complicato da gestire in macchina da stampa.